# Мельник Петро Якович
Мельник Петро Якович; нар. деп. України 13 скл.

## З життєпису
Н. 12.06.1946 (село Загнітків, Кодимський район, Одеська область) в селянській сім'ї; українець; одружений; має трьох дітей.
Освіта Ладижинський технікум механізації і електрифікації сільського господарства (1960—1965), технік-механік; Одеський сільськогосподарський інститут (1974—1978), вчений-агроном.
Народний депутат України з квітня 1994 (2-й тур) до квітня 1998, Котовський виборчій округ № 306, Одеська область, висунутий КПУ. Член Комітету з питань базових галузей та соціально-економічного розвитку регіонів, голова підкомісії Комісії з питань АПК, земельних ресурсів і соціального розвитку села. Член депутатської фракції СПУ і СелПУ. На час виборів: голова колгоспу імені Ілліча Кодимського району.
- 1965 — механік при Кодимській сільгосптехніці.
- 1965—1968 — служба в армії.
- З 1968 — тракторист, помічник бригадира тракторної бригади, механік, 1972—1975 — бригадир тракторної бригади, з 1975 — керівник відділку колгоспу імені Леніна Кодимського району.
- Березень 1977-березень 1984 — голова правління колгоспу імені Карла Маркса Кодимського району.
- З березня 1984 — голова правління колгоспу імені Ілліча Кодимського району.

Заслужений працівник сільського господарства України (з листопада 1997).
Помер 16 жовтня 1999.